# Billet de 200 francs Montesquieu
Pour les articles homonymes, voir 200 francs.
Recto
Verso
Chronologie
200 francs noir 200 francs Gustave Eiffel
Le 200 francs Montesquieu est un billet de banque français créé le 20 août 1981 par la Banque de France et émis le 7 juillet 1982. Il fut remplacé par le 200 francs Gustave Eiffel.

## Historique
La dernière émission de billet d'un tel montant datait de l'année 1864 avec le 200 francs Type 1848 "Succursales" et le Type 1848 "Andrieu". Le choix porté sur un philosophe des Lumières n'est pas inédit et s'inscrit dans la continuité du 10 francs Voltaire.
Ce billet polychrome imprimé avec une gravure en taille-douce de ses traits majeurs est le dernier de la deuxième série des « créateurs et scientifiques célèbres » voulue par la Banque et dans laquelle l'on compte Berlioz, Debussy, Quentin de La Tour, Delacroix et Pascal.
Il s'inscrit dans la tradition des billets « commémorant les personnages illustres qui ont contribué à la constitution du patrimoine historique de la France ».
Le billet fut imprimé de 1981 au 25 septembre 1995. Mis en circulation le 7 juillet 1982, il est progressivement retiré de la circulation à partir du 29 octobre 1996 avant d'être définitivement privé de cours légal le 1er avril 1998. 
Il put être échangé contre des euros jusqu'au 31 mars 2008.
Son tirage total compte 3 161 000 000 exemplaires.

## Description
La vignette est l’œuvre du peintre Pierrette Lambert, qui avait déjà illustré le 5 francs Pasteur et le 50 francs Racine, et des graveurs Jacques Jubert et Claude Durrens. 
Les couleurs dominantes sont le vert mâtiné de marron.
Au recto : à droite, à côté des armoiries des Secondat de La Brède (la famille dont est issue le philosophe), le portrait en buste de Montesquieu inspiré de celui en marbre sculpté par Jean-Baptiste Lemoyne (Mairie de Bordeaux) et sur le côté gauche, l'on peut voir une figure allégorique tenir un blason mentionnant L'Esprit des lois, référence à l'ouvrage majeur du philosophe des Lumières. On remarque aussi à gauche deux points en relief pour faciliter la reconnaissance du billet par les non-voyants.
Au verso (où le vert du recto est remplacé par des tons de bistre avec un décor de style persan) : à gauche le même buste du philosophe et sur le bord, la statue en pied de Sylla renvoyant au « Dialogue entre Sylla et Eucrate » qui est un extrait des Considérations sur les causes de la grandeur des Romains et de leur décadence (1734). En bas, à droite, le château de La Brède où est né Montesquieu. Juste au-dessus du monument, un personnage dessiné dans un style médiévalisant est représenté en train de lire les Lettres Persanes (1721).
Le filigrane reprend le même portrait de Montesquieu.
Les dimensions sont de 92 mm x 172 mm.

## Remarques

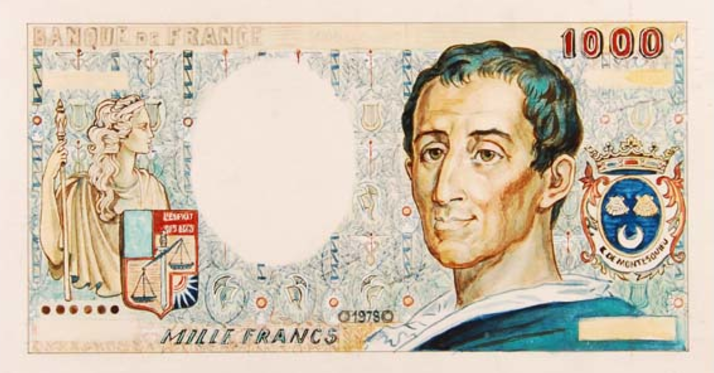
Dessin de Pierrette Lambert pour un projet de billet de 1000 francs (1978).

- Pierrette Lambert avait été sollicitée dès 1978 pour un billet d'une valeur de 1 000 francs : elle conçoit alors le type Montesquieu, mais l'Institut monétaire décide d'en faire un billet d'une valeur de 200 francs[3].
- D'un style classique, il est le dernier billet d'une longue lignée s'inscrivant dans ce que C. Fayette appelle « l'école française du billet »[4] : le dessin et la gravure vont par la suite considérablement évoluer, il suffit de regarder le 200 francs Gustave Eiffel.
- Une anomalie survint dans le calcul du numéro de contrôle de près de 4 millions de billets du premier alphabet imprimé en 1992 portant le numéro de série 101 : établis comme si tous les alphabets précédents comportaient non pas 20 mais 25 millions de billets, les autorités de la Banque de France durent procéder à un rattrapage et décidèrent de ne pas imprimer d'alphabet 126 qui eut dû être du même millésime 1992. C'est la raison pour laquelle on passe directement de l'alphabet 125 à 127.
- Le millésime 1993 n'existe pas : aucune impression cette année-là n'est répertoriée[5].